# Tapeinosperma veillonii
Tapeinosperma veillonii är en viveväxtart som beskrevs av Maurice Schmid. Tapeinosperma veillonii ingår i släktet Tapeinosperma och familjen viveväxter. Inga underarter finns listade i Catalogue of Life.